# ماریتایم جوئل
ماریتایم جوئل (به انگلیسی: Maritime Jewel) یک کشتی بود که طول آن ۱٬۰۸۹٫۰ فوت (۳۳۱٫۹ متر) بود. این کشتی در سال ۱۹۹۹ ساخته شد.